# سن لورنزو دو مورونیس
سن لورنزو دو مورونیس (به اسپانیایی: San Lorenzo de Hortóns) یک منطقهٔ مسکونی در اسپانیا است که در آلت پندس واقع شده‌است. سن لورنزو دو مورونیس ۱۹٫۷ کیلومتر مربع مساحت دارد.